# DIN 1998
Die DIN-Norm DIN 1998 definiert die Unterbringung von Leitungen und Anlagen in öffentlichen Verkehrsflächen. Es handelt sich um eine Richtlinie zur Planung und Verlegung der Versorgungs- und Entsorgungsleitungen unter dem Straßenkörper. Dazu gehören Wasserleitungen, Telekommunikation, Erdgasleitung, Elektroversorgung und Kanalisation von Schmutz- und Tageswasser.
Die DIN 1998 gibt vor, wie tief und wie weit voneinander all diese Leitungen unter dem Gehweg und unter dem Straßenkörper in der Erde gelagert sein müssen.
Für bestehende Leitungen gilt der Bestandsschutz. Es empfiehlt sich, die DIN 1998 auch bei der Neuordnung schon bestehender Leitungen und bei der Verlegung außerhalb der öffentlichen Verkehrsflächen zu beachten. Die Festlegungen dieser Norm entbinden nicht von der Verpflichtung Leitungsauskünfte einzuholen.